# 1191 هـ
1191 هـ هي سنة في التقويم الهجري امتدت مقابلةً في التقويم الميلادي بين سنتي 1777 و1778.

## مواليد
- ابن طاهر.
- سليمان الحلبي
- ماثيو لومسدن

## وفيات
- محمد علي التهانوي
- أحمد بن المهدي الغزال، فقيه ودبلوماسي مغربي.